# Віцепрезидент Китайської Народної Республіки
Віцепрезидент Китайської Народної Республіки — заступник голови КНР, державний представник Китаю.
Посада виникла в республіканську епоху, коли Лі Юаньхун займав пост першого віце-президента Китаю. Ця посада в її нинішньому вигляді була вперше заснована в Конституції 1954 року з офіційним англійським перекладом «state vice header». Пост віце-голови було скасовано відповідно до Конституції 1975 року разом із головою, а потім відновлено в Конституції 1982 року. З 1982 року офіційний англійський переклад титулу був «віце-президент», хоча китайський титул залишається незмінним. Нова конституція передбачала, що віцепрезидент не може обіймати посаду більше двох термінів поспіль. Обмеження строків було знято у 2018 році.

## Історія
Офіс було вперше створено під час уряду Бейяна, коли Лі Юаньхун став першим віце-президентом країни під час заснування Республіки в 1912 році. Посаду було скасовано в 1917 році, але її було відновлено після припинення націоналістичного уряду, коли Лі Цзунжень став перший сучасний віце-президент згідно з Конституцією Китайської Республіки 1947 року. Офіс віце-президента разом з урядом Республіки Китай у 1949 році був переведений на Тайвань, де він існує і зараз.